# Bá
bá, navlake za ud kod zapadnobrazilskih Boróro Indijanaca s juga Mato Grossa u području pantanala. Bá se izrađuje od lišća palme Babassu (Orbignya sp.), koje su, barem kako starije verzije mitova objašnjavaju, izrađivale žene za mlade inicirane momke. Bá navlake, dekorirane su u vidu grba, koji su bili vlasništvo klana, što je slučaj i s peruškama za strijele. Iniciranim mladićima, kaže Colbacchini, bá su postavljali muškarci. Nakon ceremonija stavljanja baova sada već mladi muškarci više ne bi živjeli s majkama, nego bi odlazili u baitemannageo (muškaračku kuću), gdje su dobivali svaki svoje mjesto, i bili bi spremni za ženidbu i obavljanje drugih muških poslova. 